# Megachile santacrucensis
Megachile santacrucensis är en biart som beskrevs av durante, Abramovich, Lucia och > 2006. Megachile santacrucensis ingår i släktet tapetserarbin, och familjen buksamlarbin. Inga underarter finns listade i Catalogue of Life.